# Harrison (Maine)
Harrison es un pueblo ubicado en el condado de Cumberland en el estado estadounidense de Maine. En el Censo de 2010 tenía una población de 2.730 habitantes y una densidad poblacional de 28,64 personas por km².

## Geografía
Harrison se encuentra ubicado en las coordenadas 44°6′10″N 70°39′9″O / 44.10278, -70.65250. Según la Oficina del Censo de los Estados Unidos, Harrison tiene una superficie total de 95.31 km², de la cual 85.95 km² corresponden a tierra firme y (9.82%) 9.36 km² es agua.

## Demografía
Según el censo de 2010, había 2.730 personas residiendo en Harrison. La densidad de población era de 28,64 hab./km². De los 2.730 habitantes, Harrison estaba compuesto por el 97.4% blancos, el 0.33% eran afroamericanos, el 0.7% eran amerindios, el 0.18% eran asiáticos, el 0.04% eran isleños del Pacífico, el 0.26% eran de otras razas y el 1.1% pertenecían a dos o más razas. Del total de la población el 0.92% eran hispanos o latinos de cualquier raza.